# L'amor no costa res
 L'amor no costa res  (original: Love Don't Cost a Thing) és una pel·lícula estatunidenca estrenada l'any 2003 i dirigida per Troy Beyeer. Ha estat doblada al català.

## Argument
A l'escola, Alvin va de cap per avall i socialment és un zero a l'esquerra. Però té un pla per sortir d'aquest forat i triomfar. Passarà de ser un noi tímid a tenir èxit, de ser un inadaptat a convertir-se en el més integrat. Però Alvin és incapaç d'aconseguir-ho i s'inventa un pla. Proposa a la Paris reparar-li el cotxe, que està avariat, si ella simula ser la seva xicota durant dues setmanes. Arriben a un acord i Alvin es comença a fer famós i a rebre propostes de noies que abans l'esquivaven. Encara que el seu pare està orgullós d'ell perquè lliga molt, la popularitat té un preu.

## Repartiment
- Nick Cannon: Alvin Johnson
- Jordan Burg: Little Boy
- Jackie Benoit: Old Lady
- George Cedar: Old Man
- Gay Thomas-Wilson: Judy Morgan
- Al Thompson: Ted
- Sam Sarpong: Kadeem
- Nichole Galicia: Yvonne Freeman
- Melissa Schuman: Zoe Parks
- Imani Parks: Mia
- Ian Chidlaw: Eddie
- J.B. Ghuman Jr.: JB
- Christina Milian: Paris Morgan
- Russell Howard: Anthony
- Elimu Nelson: Dru Hilton
- Vanessa Bell Calloway: Vivian Johnson[3]